# Восканян, Грант Мушегович
Грант Мушегович Восканян (арм. Հրանտ Մուշեղի Ոսկանյան, 15 мая 1924, село Араджадзор, Зангезурский уезд — 19 октября 2005, Ереван) — армянский партийный и государственный деятель.
Член КПСС с 1946 года.
Умер 19 октября 2005 года.

## Биография
Образование:
- 1948—1953 — Ереванский заочный государственный педагогический институт. Педагог-географ.
- 1958]]—1962 — аспирантура Армянского государственного педагогического института им. Х. Абовяна.
- 1966—[[1968 — высшие экономические курсы при Госплане СССР. Экономист.

Послужной список:
- 1941—1943 — учитель, старший пионервожатый в селе Араджадзор.
- 1943—1946 — военнослужащий Красной армии, участвовал в Великой Отечественной войне.
- 1946—1954 — на комсомольской работе.
- 1954—1959 — директор школы, затем заведующий отделом народного образования исполнительного комитета Кироваканского горсовета.
- 1959—1967 — секретарь, второй секретарь, а затем первый секретарь Кироваканского горкома КП Армении.
- 1967—1973 — инструктор отдела партийно-организационной работы ЦК КПСС[источник не указан 154 дня].
- 1973—1975 — заведующий партийно-организационным отделом ЦК КПА, кандидат в члены бюро ЦК КПА.
- 1974—1990 — депутат Верховного совета Армянской ССР.
- 1975—1985 — член бюро и секретарь ЦК КПА.
- 1985—1990 — председатель Президиума Верховного совета Армянской ССР.
- 1990 — заместитель председателя Президиума Верховного Совета СССР.

В советское время избирался делегатом XXIII, XXVI и XXVII съездов КПСС. С 1986 по 1990 год — член Центральной ревизионной комиссии КПСС. Руководитель, а затем член Коммунистической партии Армении. В 1999—2003 годах — депутат Национального собрания Армении по пропорциональному избирательному списку КП Армении. Член постоянной комиссии по государственно-правовым вопросам.

## Награды и звания
Награждён 4 орденами Трудового Красного Знамени. 27 мая 2004 года «за многолетнюю выдающуюся общественно-политическую деятельность» указом президента Армении награждён орденом Святого Месропа Маштоца.
Награждён 5 почётными грамотами ВС Армянской ССР, а также несколькими орденами и медалями ряда зарубежных стран (Колумбия, Перу, Корея).